# Erik Christian Gadde
Erik Christian Gadde, född 25 december 1854 i Ransäters församling, Värmlands län, död 17 juli 1928 i Munkfors församling, Värmlands län, var en svensk folkmusiker.

## Biografi
Erik Christian Gadde föddes 1854 i Ransäters socken. Han var son till hammarsmeden Johan August Gadde (1822–1867) vid Munkfors bruk. Gadde började spela vid 13 års ålder för spelmannen Oscar Högberg i Ransäter. Han kom att arbeta som förman på Munkfors bruk. Gadde avled 1928 i Munkfors socken.

## Upptecknade låtar
Upptecknade låtar 1920 av Dan Danielsson efter Gadde.
- Vals i A-dur efter Ole Bull.[3]

Upptecknade låtar 1927 av Olof Andersson efter Gadde.
- Polska i G-dur efter Grev Petter.[3]